# Moskovskaja (metrostation Nizjni Novgorod)
Moskovskaja (Russisch: Московская) is een station van de metro van Nizjni Novgorod. Het station werd geopend op 20 november 1985 als noordelijk eindpunt van de eerste metrolijn in de stad, de Avtozavodskaja-lijn. Sinds 20 december 1993 eindigt ook de Sormovskaja-lijn in station Moskovskaja. Het metrostation bevindt zich in het zakencentrum van Nizjni Novgorod, naast het Hoofdstation (Moskovski vokzal), het belangrijkste spoorwegstation van de stad, waaraan station Moskovskaja zijn naam dankt. Vanaf het station gaan stadstreinen ook naar die gebieden waar geen metro is. In de directe omgeving van het station zijn ook een groot busstation en het centrale overstappunt voor diverse tramlijnen te vinden.
Omdat Moskovskaja door beide lijnen van de metro van Nizjni Novgorod wordt aangedaan, beschikt het station over vier sporen en twee eilandperrons. De twee lijnen worden echter in doorgaande dienst bedreven, waardoor enkel de buitenste sporen gebruikt worden.
Het station is ondiep gelegen en beschikt over een perronhal met witmarmeren zuilen. De met rood marmer beklede wanden langs de sporen beelden de muren van het Moskouse Kremlin uit, een verwijzing naar de naam het station. De Russische hoofdstad wordt ook herinnerd in vier mozaïeken in de gangen die naar de perrons leiden. De thema's van deze mozaïeken zijn "het historische Moskou", "het werkende Moskou", "het feestende Moskou" en "Moskou in oorlogstijd". Aan beide uiteinden van de perrons is er een uitgang, één leidend naar spoorwegstation, en één uitkomend in een druk winkelgebied bij het tramstation.
Op 4 november 2012 werd het station Gorkovskaja geopend. Dit is het eerste station in het historische centrum van de stad. Zo was het station Moskovskaja niet langer het eindpunt voor de Avtozavodskaja-lijn. Op 13 juni 2018 werd het station Strelka geopend en werd het de terminal voor de Sormovskaja-lijn.

## Overdracht

### Stadstrein van Nizjni Novgorod
In 2013 werd het stadstrein-systeem gelanceerd (S-Bahn). Dit netwerk is verdeeld in 2 lijnen: Sormovskaja (1) en Priokskaja (2). De eerste lijn verbindt het Sormovski-stadsdistrict, het hoofdstation en de metro. De tweede lijn verbindt verschillende stadsdistricten, het Hoofdstation, de metro en de buitenwijk. Deze spoorweg is een nieuw type spoorwegvervoer in de stad in die gebieden waar geen metro is.
| #       | Lijn           | Route                                                | Aantal stations |
| ------- | -------------- | ---------------------------------------------------- | --------------- |
| 1       | Sormovskaja    | Hoofdstation van Nizjni Novgorod – Potsjinki         | 7               |
| 2       | Avtozavodskaja | Hoofdstation van Nizjni Novgorod – Prospekt Gagarina | 12              |
| Totaal: |                |                                                      | 19              |